# حديقة غنيسون الأسود
وادي غنيسون الأسود (بالإنجليزية: Black Canyon of the Gunnison National Park) أو حديقة غونيسون الوطنية هي حديقة وطنية للولايات المتحدة تقع في غرب كولورادو وتديرها دائرة الحدائق الوطنية.

## المناخ
يظهر الجدول التالي التغييرات المناخية على مدار السنة لحديقة غنيسون الأسود:
| البيانات المناخية لـحديقة غنيسون الأسود | البيانات المناخية لـحديقة غنيسون الأسود | البيانات المناخية لـحديقة غنيسون الأسود | البيانات المناخية لـحديقة غنيسون الأسود | البيانات المناخية لـحديقة غنيسون الأسود | البيانات المناخية لـحديقة غنيسون الأسود | البيانات المناخية لـحديقة غنيسون الأسود | البيانات المناخية لـحديقة غنيسون الأسود | البيانات المناخية لـحديقة غنيسون الأسود | البيانات المناخية لـحديقة غنيسون الأسود | البيانات المناخية لـحديقة غنيسون الأسود | البيانات المناخية لـحديقة غنيسون الأسود | البيانات المناخية لـحديقة غنيسون الأسود | البيانات المناخية لـحديقة غنيسون الأسود |
| الشهر                                   | يناير                                   | فبراير                                  | مارس                                    | أبريل                                   | مايو                                    | يونيو                                   | يوليو                                   | أغسطس                                   | سبتمبر                                  | أكتوبر                                  | نوفمبر                                  | ديسمبر                                  | المعدل السنوي                           |
| --------------------------------------- | --------------------------------------- | --------------------------------------- | --------------------------------------- | --------------------------------------- | --------------------------------------- | --------------------------------------- | --------------------------------------- | --------------------------------------- | --------------------------------------- | --------------------------------------- | --------------------------------------- | --------------------------------------- | --------------------------------------- |
| متوسط درجة الحرارة الكبرى °ف (°م)       | 34.7 (1.5)                              | 40.8 (4.9)                              | 47.1 (8.4)                              | 54.3 (12.4)                             | 64.6 (18.1)                             | 74.9 (23.8)                             | 81.4 (27.4)                             | 79.2 (26.2)                             | 70.8 (21.6)                             | 58.3 (14.6)                             | 44.7 (7.1)                              | 34.8 (1.6)                              | 57.2 (14.0)                             |
| المتوسط اليومي °ف (°م)                  | 23.4 (−4.8)                             | 28.1 (−2.2)                             | 34.1 (1.2)                              | 41.1 (5.1)                              | 50.7 (10.4)                             | 59.9 (15.5)                             | 66.4 (19.1)                             | 64.5 (18.1)                             | 56.5 (13.6)                             | 45.2 (7.3)                              | 32.9 (0.5)                              | 23.8 (−4.6)                             | 44.0 (6.7)                              |
| متوسط درجة الحرارة الصغرى °ف (°م)       | 12.1 (−11.1)                            | 15.4 (−9.2)                             | 21.2 (−6.0)                             | 27.9 (−2.3)                             | 36.7 (2.6)                              | 44.8 (7.1)                              | 51.5 (10.8)                             | 49.9 (9.9)                              | 42.2 (5.7)                              | 32.0 (0.0)                              | 21.1 (−6.1)                             | 12.8 (−10.7)                            | 30.7 (−0.7)                             |
| الهطول إنش (مم)                         | 1.42 (36)                               | 1.48 (38)                               | 2.57 (65)                               | 2.31 (59)                               | 1.85 (47)                               | 0.95 (24)                               | 1.74 (44)                               | 2.32 (59)                               | 2.02 (51)                               | 2.06 (52)                               | 2.07 (53)                               | 1.57 (40)                               | 22.36 (568)                             |
| متوسط الرطوبة النسبية (%)               | 57.8                                    | 51.5                                    | 47.1                                    | 40.5                                    | 35.6                                    | 31.3                                    | 36.4                                    | 41.7                                    | 39.9                                    | 41.4                                    | 48.3                                    | 57.6                                    | 44.1                                    |
| المصدر: PRISM Climate Group             |                                         |                                         |                                         |                                         |                                         |                                         |                                         |                                         |                                         |                                         |                                         |                                         |                                         |

## المنتزه
هناك مدخلين رئيسيين للمتنزه: يقع مدخل حافة الجنوب على بعد 15 ميلاً (24 كم) شرق مونتروز، في حين يقع مدخل الحافة الشمالية على بعد 11 ميلاً (18 كم) جنوب كروفورد ويغلق في الشتاء. يحتوي المنتزه على 12 ميلاً (19 كم) من الوادي الأسود الطويل البالغ طوله 77 كم (77 كم) من نهر غونيسون. يحتوي المنتزه الوطني نفسه على الجزء الأكثر عمقاً والأكثر دراماتيكية من الوادي، ولكن الوادي يستمر في اتجاه المنبع إلى منطقة الاستجمام الوطنية في كوريكانتي وفي منطقة غونسون غورغ الوطنية للمحافظة. يعود اسم الوادي إلى حقيقة أن أجزاء من الممر لا تستقبل سوى 33 دقيقة من ضوء الشمس في اليوم، وفقا لصور أمريكا: حديقة غونيسون الوطنية. في الكتاب، يقول المؤلف دوان فاندنبوش، «العديد من الأخاديد في الغرب الأمريكي أطول والبعض الآخر أعمق، ولكن لا شيء يجمع بين العمق والحنان والضيق والظلام والخوف من الوادي الأسود».